# Ллойд, Ларри
Ларри Ллойд (англ. Larry Lloyd; 6 октября 1948, Бристоль — 28 марта 2024, Ноттингем, Восточный Мидленд) — английский футболист, защитник. Наиболее известен по игре за «Ливерпуль» и «Ноттингем Форест».

## Карьера
Ларри Ллойд начал карьеру в клубе третьего дивизиона «Бристоль Сити». В 1969 году защитник перешёл в «Ливерпуль». Сумма трансфера составила 50 тысяч фунтов стерлингов. В первом сезоне защитник провёл всего 8 матчей в первом дивизионе Футбольной лиги. С 1970 года Ларри стал игроком основного состава клуба, в составе которого он выиграл чемпионат Англии, Кубок Англии и Кубок УЕФА. В 1974 году Ларри Ллойд перешёл в «Ковентри Сити». Сумма трансфера составила 240 тысяч фунтов стерлингов. Ларри Ллойд отыграл за клуб два с половиной сезона, и в 1976 году за 60 тысяч фунтов стерлингов был подписан клубом «Ноттингем Форест». В первом сезоне футболист помог команде выиграть Англо-шотландский кубок и выйти в первый дивизион. Ларри Ллойд был игроком основного состава и выиграл с «Ноттингем Форест» чемпионат Англии, два Кубка лиги и два Кубка европейских чемпионов. В 1981 году игрок перешёл в «Уиган Атлетик», в котором завершил карьеру игрока.
Умер 28 марта 2024 года в возрасте 75 лет.

## Сборная Англии
Ларри Ллойд отыграл несколько лет за молодёжную сборную Англии до 23 лет. В 1971 году защитник дебютировал за сборную Англии в матче против Уэльса (0:0). В том же году он сыграл за сборную против Швейцарии в отборочном турнире Евро-1972.

## Тренерская деятельность
В 1981—1983 годах был играющим тренером футбольного клуба «Уиган Атлетик». В 1982 году клуб поднялся в третий дивизион Футбольной лиги. В 1983—1984 годах был главным тренером старейшего профессионального футбольного клуба мира «Ноттс Каунти».

## Достижения
«Ливерпуль»
- Чемпион Англии: 1972/73
- Обладатель Кубка Англии: 1973/74
- Обладатель Кубка УЕФА: 1972/73

«Ноттингем Форест»
- Чемпион Англии: 1977/78
- Обладатель Суперкубка Англии: 1978
- Обладатель Кубка лиги: 1977/78, 1978/79
- Обладатель Кубка европейских чемпионов: 1978/79, 1979/80
- Обладатель Суперкубка УЕФА: 1979
- Обладатель Англо-шотландского кубка: 1977